# Екип Америка: Световна полиция
„Екип Америка: Световна полиция“ (на английски: Team America: World Police) е сатиричен екшън филм от 2004 г. на режисьора Трей Паркър, който е съсценарист със Мат Стоун и Пам Брейди. Във филма участват Трей Паркър, Мат Стоун, Кристен Милър, Масаса Мойо, Данан Морис, Фил Хендри, Морис Ламарш, Челси Маргьорит, Джеръми Шада и Фред Тарашор.